# Emiliano Martínez (urugwajski piłkarz)
Emiliano Martínez Toranza (ur. 17 sierpnia 1999 w Punta del Este) – urugwajski piłkarz pochodzenia włoskiego występujący na pozycji defensywnego pomocnika, reprezentant Urugwaju, od 2022 roku zawodnik duńskiego Midtjylland.